# Ferdinand Beickler
Ferdinand Beickler (* 2. November 1922 in Mainz; † 24. September 1998 in Königstein im Taunus) war ein deutscher Industriemanager und von 1982 bis 1986 Vorstandsvorsitzender der Adam Opel AG.

## Ausbildung
Im Jahre 1937 wurde Beickler Werkzeugmacherlehrling im Rüsselsheimer Stammwerk. Nach Maschinenbaustudium, Kriegsdienst und Kriegsgefangenschaft kehrte er erst 1949 zu Opel zurück und leitete von 1966 an die Bochumer Werke, bis er 1970 zum Vorstandsmitglied und 1982 zum Opel-Chef berufen wurde. In Bochum war er als Produktionsleiter sowohl für die Auswahl des technischen Führungspersonals als auch für den Anlauf des neuen Opel Kadett A verantwortlich. 1964 übernahm er auch noch die Verantwortung für die übrigen technischen Bereiche des Werkes. Von Herbst 1966 bis Herbst 1970 war er Gesamtleiter der Bochumer Opel-Werke.
Beickler wurde am 1. Nov. 1970 Mitglied des Vorstands. Hier übernahm er das Produktionsressort mit Verantwortung für die betreffenden Bereiche der Opel-Werke in Rüsselsheim, Bochum, Kaiserslautern und Antwerpen. Februar 1982 wurde er Vorstandsvorsitzender der Adam Opel AG.
Nach seinem Ausscheiden aus der Adam Opel AG im Februar 1986 starb er im Jahr 1998.
| Personendaten    | Personendaten        |
| ---------------- | -------------------- |
| NAME             | Beickler, Ferdinand  |
| KURZBESCHREIBUNG | deutscher Manager    |
| GEBURTSDATUM     | 2. November 1922     |
| GEBURTSORT       | Mainz                |
| STERBEDATUM      | 24. September 1998   |
| STERBEORT        | Königstein im Taunus |